# Flaggpapegojor
Flaggpapegojor (Prioniturus) är ett släkte med fåglar i familjen östpapegojor inom ordningen papegojfåglar som förekommer i Filippinerna, Moluckerna och på Sulawesi. Flera av arterna är hotade.
Släktet flaggpapegojor omfattar tio arter:
- Buruflaggpapegoja (P. mada)
- Guldmantlad flaggpapegoja (P. platurus)
- Mindanaoflaggpapegoja (P. waterstradti)
- Bergflaggpapegoja (P. montanus)
- Blåhuvad flaggpapegoja (P. platenae)
- Mindoroflaggpapegoja (P. mindorensis)
- Blåvingad flaggpapegoja (P. verticalis)
- Guldbröstad flaggpapegoja (P. flavicans)
- Grön flaggpapegoja (P. luconensis)
- Blåkronad flaggpapegoja (P. discurus)